# Тайна Чингисхана (фильм, 2002)
«Тайна Чингисхана» (укр. Таємниця Чингісхана) — украинский фильм 2002 года. Режиссёр — Владимир Савельев, в главных ролях — Константин Степанков, Богдан Ступка.

## Сюжет
1227 год. В свою последнюю ночь умирающий Чингисхан пытается угрозами склонить к оказанию ему помощи пленную из Отрара Акерке. Однако Акерке, чей муж-учёный был убит воинами Чингисхана, не желает спасать жизнь поработителя своего народа, вместо этого весь фильм обличает беспредел ханской власти.

## В ролях
| Актёр                | Роль                   |
| -------------------- | ---------------------- |
| Богдан Ступка        | Чингисхан              |
| Олег Драч            | Чан-Чу тибетский монах |
| Полина Лозовая       | Акерке, вдова Ай-Бара  |
| Сергей Марченко      | шаман                  |
| Раиса Недашковская   | Бортэ                  |
| Сергей Романюк       | Вилме                  |
| Константин Степанков | старый музыкант        |
| Георгий Поволоцкий   | воин Чингисхана        |
| Леонид Микитенко     | лекарь                 |